# Federal Emergency Relief Administration

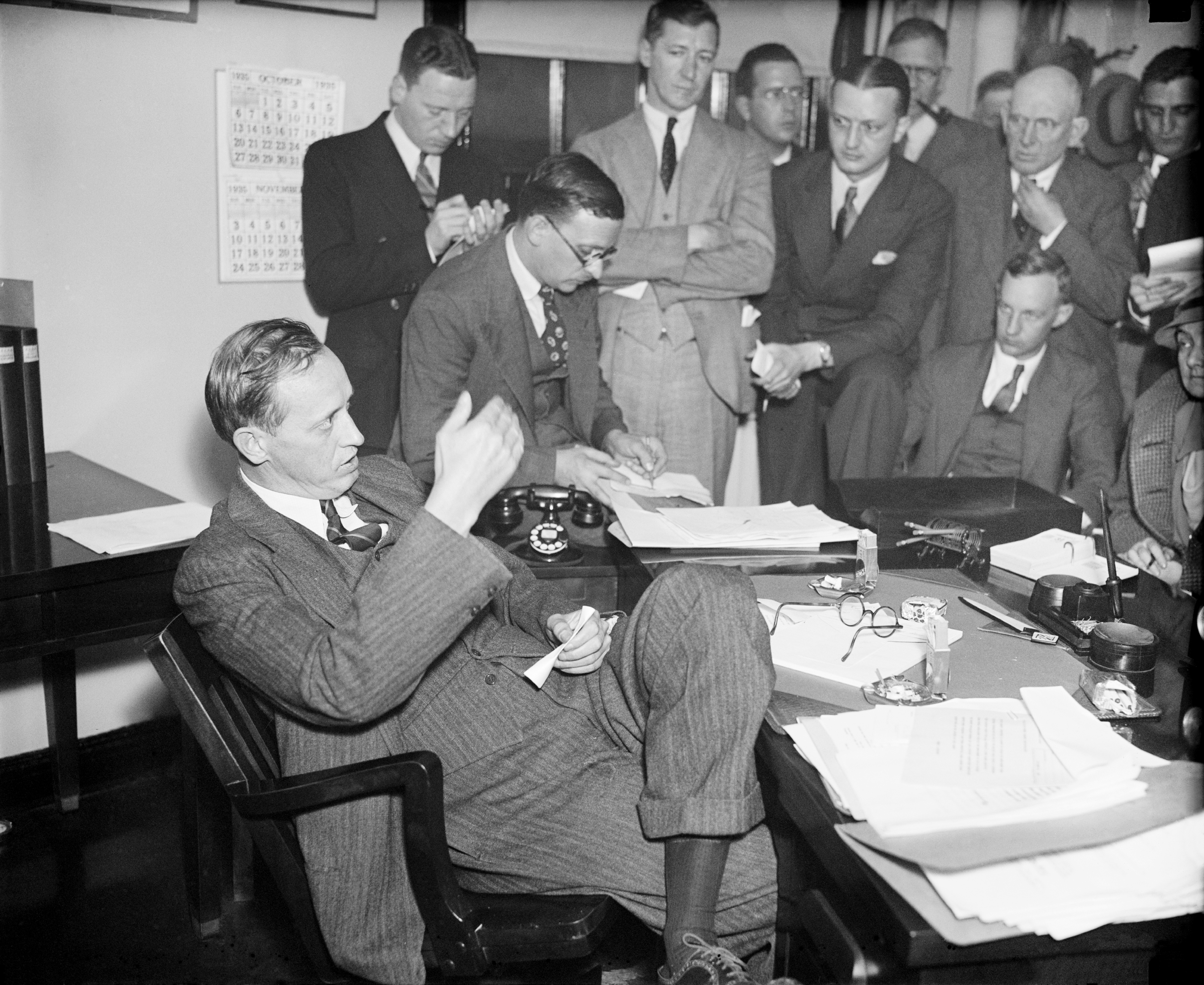
Harry Hopkins, administrateur de la FERA et chef de la WPA, s'adressant à des journalistes.

La Federal Emergency Relief Administration (FERA) est une agence du gouvernement fédéral des États-Unis, mise en place initialement sous le nom d'Emergency Relief Administration durant la présidence de Herbert Hoover. Créée pour remplacer cette dernière en mai 1933 par le Federal Emergency Relief Act, avec un budget de quatre milliards de dollars, budget à répartir entre les municipalités, cette organisation se donne pour but d'assurer la distribution de vivres aux plus démunis. Les fonds servirent également à assurer de nouveaux emplois liés à des travaux publics. Elle est dissoute en décembre 1935 au profit de la nouvelle Work Projects Administration (WPA) de Franklin D. Roosevelt.